# Hyperthaema haemacta
Hyperthaema haemacta är en fjärilsart som beskrevs av William Schaus 1901. Hyperthaema haemacta ingår i släktet Hyperthaema och familjen björnspinnare. Inga underarter finns listade i Catalogue of Life.